# Happy Sugar Life
《Happy Sugar Life》為日本漫畫家鍵空富燒的漫畫作品，於史克威爾艾尼克斯發行的雜誌《月刊GANGAN JOKER》2015年6月號開始連載。
该作品單行本全11卷，截至2018年3月總計發售70萬冊。2018年3月22日決定改編為電視動畫，並於同年7月至9月播出。
本作在2017年《下一部人氣漫畫大賞》排名紙本漫畫類別第13名。

## 故事簡介
女高中生松坂砂糖遇上小學女生神戶鹽後，了解到什麼是愛，並且為了守護鹽能夠不惜一切。

## 登場角色
所有登場角色中，松坂砂糖、神戶鹽和飛驒翔子的姓氏（“松坂”、“神户”和“飞驒”）都是日本知名的牛肉品牌（松坂的原型汉字写作松阪）。

### 主要角色
松坂砂糖（聲：花澤香菜）
本作女主角之一。牧巢原高中一年級女學生，和神戶鹽在公寓同居。
幼年雙親早逝，在叔母照護下長大，不認同監護人叔母那對任何人皆無差別的愛，認為愛是唯一，後來偶然在某個雨天遇見被母親拋棄的鹽，收留後者生活兼將鹽視作路標。
為了守護和鹽的生活會不擇手段地展現冷酷的一面，但通常不表露在外。認為只要是為了保護最喜歡的鹽，無論做什麼事都能夠被原諒。
對於為了愛而努力奮鬥的人會感同身受並加以鼓勵。
平時會回到公寓內1208號房，即神戶鹽所在處，於動畫第七話中因被北埋川大地暗中檢舉有異臭味，而被警察要求打開房門，但實際上被檢舉的是305號（砂糖對外寫的住家地址，實際也是月前的舊居到結局仍是叔母的家）而非1208號房。
與鹽擁抱畫面無意間被翔子用手機拍下來，強行把她拖進屋內後，最終溝通無效狠心殺害了翔子。
結局中由於一次錯誤的選擇而被追殺，又因大樓失火而只能逃到樓頂，決定和鹽一起跳樓自殺，但最後領悟到真正的愛而選擇保護鹽，並自己摔死。
動畫第四集中於北川老師的電腦記錄，母校叫「牛倉中學」。
神戶鹽（聲：久野美咲）
跟砂糖一起住的8歲女孩。個性天真活潑，喜歡砂糖。
一開始因為創傷後症候群不記得家庭相關的事，但逐漸在受挫或刺激中想起。
被母親拋下後就跟砂糖住在一起，最後遇到想帶她回家的哥哥旭也表明立場選擇了砂糖。
結局中在九死一生之下被砂糖保護著而倖存，在病房內露出決定一生想著砂糖，並繼承了她的想法。
從北川在動畫第六集的獨白，和第五集間過了三個月，可以確認鹽和糖一起至少四個月。
神戶旭（聲：花守由美里）
即鹽的兄長，在街上到處貼傳單尋找鹽的兜帽少年。
長期遭父親家暴，送走妹妹跟母親後繼續忍受父親的暴力直到父親死亡。不相信任何大人。
去找母親後得知妹妹鹽被拋棄，積極張貼尋人啟事。認為鹽是「照亮他們的月亮」。
曾發尋人啟事時被惡棍纏上，三星太陽路過而救了神戶旭。
收到翔子拍下砂糖與鹽擁抱的照片後，卻不知道這是翔子死前最後的訊息，結局中前往醫院探視妹妹，看到妹妹不尋常的樣子感到震驚。

### 重要配角
三星太陽（聲：花江夏樹）
砂糖打工處的同事。對砂糖有好感，向砂糖告白被拒絕。
之後打工處的店長將其禁錮起來並強暴，從此害怕成人女性，被僅僅比自己年長的女性稍微觸碰也會感到噁心。
心理受創後成為名副其實的戀童癖，偶然間救下被流氓找碴的旭，喜歡上尋人啟事照片上的神戶鹽，為了能夠接觸到鹽，與砂糖訂下「滅除礙事人物」即可讓他見鹽的約定。
飛驒翔子（聲：洲崎綾）
砂糖的好友同時也是打工的同事。過去常跟砂糖一起去釣男人。家裡管教十分嚴謹，故十分嚮往自由。
發覺砂糖捲入麻煩事後坦承自己非常喜歡砂糖，能面對她的一切，直到見到砂糖的叔母，對其直指內心深處的魅惑氛圍感到十分恐懼，不自覺拒絕了砂糖。
認識落魄卻又堅定找妹妹鹽的神戶旭後，有了面對友情的勇氣，同時也喜歡上神戶旭。
拍下砂糖和鹽擁抱的畫面而遭到砂糖拖入屋內，兩人經溝通無效後被殺害，死前成功將照片傳給神戶旭。
北埋川大地（聲：石川界人）
牧巢原高中的教師與學年主任。雖已婚但裝作單身。認為自己的愛就是和所有女性發生性關係，因此意圖對砂糖下手。
實際上是一個抖M。
於動畫第七話跟蹤砂糖回家時偷窺到砂糖的叔母，感到十分錯愕。
結局中被警察拘捕了(幫砂糖處理畫家的屍體）。
砂糖的叔母（聲：井上喜久子）
身上纏著繃帶與貼OK繃的女性。
砂糖的監護人，但老師無法與她取得聯絡，亦不曾看過其樣貌。直到動畫版第七話才在砂糖居住的公寓中現身。
本來和砂糖一起居住在公寓的305號房，對其他人敲門絕不會回應，只對手鐐（動畫為鑰匙圈）摔落於地的聲響有所應答，也是砂糖唯一呼叫她的方式。
對於愛的定義跟一般人認知有極大不同，推崇無差別的愛，認為接受他人的暴力、性欲等扭曲的不人道行為也是愛，也多少影響砂糖的認知。
洞察力很高，能看透並說出對方內心深處的黑暗面或秘密，藉以引誘其發洩於自己身上，以獲得她所認為的愛。也曾經禁錮過三星太陽，對其下手侵犯。
結局中因在公寓裡放火而被拘捕。
「Princess Imperial」的店長（聲：小林沙苗）
餐廳「Princess Imperial」的女店長，砂糖的打工雇主。聽見太陽向砂糖告白失敗後，因嫉妒而把太陽禁錮於辦公室侵犯，還惡意加重砂糖的工作量兼減少薪資。後在和砂糖會談期間被對方用手機錄下犯案證詞和救出太陽，擔心東窗事發而妥協給付砂糖應有的薪資，卻也使得太陽從此害怕年長女性。
宮崎堇（聲：武田羅梨沙多胡）
砂糖打工處的後輩。崇拜砂糖到異常的程度。
結局中在新聞上得知，砂糖與翔子死亡的消息。
神戶悠奈（聲：後藤邑子）
鹽和旭的母親。人生都由他人選擇，16歲時在外遇到混混（鹽和旭的父親）遭強暴後懷孕就結婚了。
對生活普遍認知極度缺乏。父母車禍雙亡後的保險金也被混混奪走，再之後生下了鹽，並將其視為心靈支柱，雖有去外面工作，但總因為工作速度太慢常被抱怨因此也都沒辦法做太久。
後來發現自己內心逐漸崩壞、害怕變得跟混混一樣（施暴），於是拋棄了鹽。
在（鹽和旭的父親）要喝的酒裡面下毒殺了他(旭不知道)。
畫家
本名未知。松坂家的鄰居，住在樓上的第十二樓的1208室，把砂糖當作模特兒的畫師。平常以仿畫賺錢維生。
一開始砂糖以為跟其他男人一樣會以自身肉體性關係來當報酬。
起初以為喜歡砂糖是因為她很完美，所以對當時「未擁有不完美的愛」的砂糖有所期待；直到砂糖撿到神戶鹽時，才明白自己喜歡的是砂糖未找到真愛時，那黯淡的眼神；而後見到眼神明亮的砂糖產生忌妒而欲對鹽動手殺害，結果反被砂糖殺害，但他只覺得最後沒看到砂糖表情感到可惜。動畫中僅用音波及些許字幕表示他在說話，內容無法得知，但由砂糖的應答中大略可以推測。
死後被砂糖佔用了其家，屍體被分屍包進垃圾袋藏著，直到北埋川被砂糖脅迫將其處理掉。

## 出版書籍
| 冊數 | 史克威爾艾尼克斯 | 史克威爾艾尼克斯       | 青文出版社     | 青文出版社             | 青文出版社            |
| 冊數 | 發售日期         | ISBN                   | 發售日期       | 通常版 ISBN            | 限定版 EAN            |
| ---- | ---------------- | ---------------------- | -------------- | ---------------------- | --------------------- |
| 1    | 2015年10月22日   | ISBN 978-4-7575-4769-8 | 2018年8月16日  | ISBN 978-986-356-520-8 | EAN 471-801-603-381-8 |
| 2    | 2015年12月22日   | ISBN 978-4-7575-4839-8 | 2018年8月16日  | ISBN 978-986-356-521-5 | EAN 471-801-603-382-5 |
| 3    | 2016年5月21日    | ISBN 978-4-7575-4986-9 | 2018年9月13日  | ISBN 978-986-356-556-7 | EAN 471-801-603-443-3 |
| 4    | 2016年11月22日   | ISBN 978-4-7575-5158-9 | 2018年10月12日 | ISBN 978-986-356-599-4 | EAN 471-801-603-461-7 |
| 5    | 2017年5月22日    | ISBN 978-4-7575-5350-7 | 2018年12月10日 | ISBN 978-986-356-705-9 | EAN 471-801-603-476-1 |
| 6    | 2017年8月22日    | ISBN 978-4-7575-5452-8 | 2019年2月14日  | ISBN 978-986-356-785-1 | EAN 471-801-603-510-2 |
| 7    | 2018年3月22日    | ISBN 978-4-7575-5580-8 | 2019年5月3日   | ISBN 978-986-356-858-2 | EAN 471-801-603-597-3 |
| 8    | 2018年6月22日    | ISBN 978-4-7575-5755-0 | 2019年12月12日 | ISBN 978-986-512-153-2 | EAN 471-801-603-707-6 |
| 9    | 2019年7月22日    | ISBN 978-4-7575-6190-8 | 2020年8月10日  | ISBN 978-986-512-395-6 | EAN 471-801-603-794-6 |
| 10   | 2019年7月22日    | ISBN 978-4-7575-6191-5 | 2020年11月12日 | ISBN 978-986-512-554-7 | EAN 471-801-603-832-5 |
| 11   | 2022年6月22日    | ISBN 978-4-7575-7971-2 | 2023年8月27日  | ISBN 978-626-340-931-6 | 不適用                |

導讀手冊
- Happy Sugar Life 官方設定集 戀色記錄

| 冊數 | 史克威爾艾尼克斯 | 史克威爾艾尼克斯       | 青文出版社    | 青文出版社             |
| 冊數 | 發售日期         | ISBN                   | 發售日期      | ISBN                   |
| ---- | ---------------- | ---------------------- | ------------- | ---------------------- |
| 全   | 2018年6月22日    | ISBN 978-4-7575-5757-4 | 2020年1月18日 | ISBN 978-986-512-190-7 |

## 電視動畫
2018年7月13日於每日放送首播。

### 製作人員
- 原作：鍵空富燒[8]
- 總監督：草川啟造[8]
- 監督：長山延好[8]
- 系列構成：待田堂子[8]
- 角色設計：安田祥子[8]
- 美術監督：谷地清隆
- 色彩設計：松原陽子
- 攝影監督：伊藤康行
- 剪輯：岡祐司
- 音響監督：立石彌生
- 音樂：龜山耕一郎（日语：亀山耕一郎）[8]
- 動畫製作：Ezo'la[8]
- 製作：Happy Sugar Life製作委員會[8]

### 主題曲
片頭曲（One Room Sugar Life）
作詞：、，作曲、編曲：，主唱：
片尾曲「SWEET HURT」
作詞、作曲：，編曲：PRIMAGIC，主唱：ReoNa
插入曲（第9話）
作詞：，作曲、編曲：毛蟹，主唱：ReoNa

### 各話列表
| 話數      | 日文標題 | 中文標題                   | 劇本       | 分鏡     | 演出              | 作畫監督                                                                        | 總作畫監督        | 原作話數        |
| --------- | -------- | -------------------------- | ---------- | -------- | ----------------- | ------------------------------------------------------------------------------- | ----------------- | --------------- |
| 1st Life  |          | 砂糖少女以愛為食           | 待田堂子   | 草川啟造 | 澀谷亮介          | 細田沙織、中山和子 齊藤和也、池原百合子 小澤和則                                | 安田祥子          | 1               |
| 2nd Life  |          | 鹽的箱庭                   | 待田堂子   | 小山菜穗 | 上野史博          | 中山和子、池原百合子 飯塚葉子、白石悟                                           | 細田沙織          | 2—4             |
| 3rd Life  |          | 黑白色的漫漫長夜           | 待田堂子   | 長山延好 | 澀谷亮介          | 中山和子、池原百合子 飯塚葉子                                                   | 安田祥子 細田沙織 | 5、7            |
| 4th Life  |          | 砂糖少女無法察覺           | 森江美咲   | 長山延好 | 上野史博          | 中山和子、池原百合子 飯塚葉子                                                   | 安田祥子 細田沙織 | 7、8            |
| 5th Life  |          | 罪之味、罰之味             | 橫手美智子 | 澀谷亮介 | 澀谷亮介          | 中山和子、池原百合子 飯塚葉子、白石悟 菊池一真                                  | 安田祥子 細田沙織 | 9—11            |
| 6th Life  |          | 我們在圍著月亮繞圈         | 待田堂子   | 草川啟造 | 上野史博          | 中山和子、池原百合子 白石悟、藤田和行 池田龍也、菊池一真 吉松義雄               | 安田祥子 細田沙織 | 12—15           |
| 7th Life  |          | 砂糖少女的原材料           | 森江美咲   | 小山菜穗 | 澀谷亮介          | 中山和子、池原百合子 飯塚葉子、菊池一真 近藤健司、藤田和行                      | 安田祥子 細田沙織 | 16—18           |
| 8th Life  |          | 1208號室                   | 橫手美智子 | 長山延好 | 長山延好 澀谷亮介 | 中山和子、池原百合子 木下由美子、飯塚葉子 菊池一真、藤田和行                    | 安田祥子 細田沙織 | 19—20           |
| 9th Life  |          | 融解之雨                   | 森江美咲   | 草川啟造 | 澀谷亮介          | 中山和子、池原百合子 池田龍也、飯塚葉子 奧野倫史、藤田和行 近藤健司             | 安田祥子 細田沙織 | 21—24           |
| 10th Life |          | 星空上的求婚               | 橫手美智子 | 小山菜穗 | 鈴木you一郎       | 中山和子、池原百合子 飯塚葉子、奧野倫史 藤田和行、近藤健司 菊池一真             | 安田祥子 細田沙織 | 25-27           |
| 11th Life |          | 和你一起的、永恆的那一瞬間 | 待田堂子   | 草川啟造 | 草川啟造          | 中山和子、池原百合子 飯塚葉子、菊池一真 近藤健司、藤田和行 木下由美子、柴田裕介 | 安田祥子 細田沙織 | 31—35 平行世界1 |
| 12th Life |          | Happy Sugar Life           | 待田堂子   | 長山延好 | 長山延好          | 中山和子、池原百合子 飯塚葉子、奧野倫史 藤田和行、近藤健司 菊池一真、西尾淳之介 | 安田祥子 細田沙織 | 36—49           |

### 藍光版
| 卷數 | 發售日期       | 收錄話數      | 規格編號   |
| ---- | -------------- | ------------- | ---------- |
| 1    | 2018年9月19日  | 第1話—第3話   | VPXY-71635 |
| 2    | 2018年10月24日 | 第4話—第6話   | VPXY-71636 |
| 3    | 2018年11月21日 | 第7話—第9話   | VPXY-71637 |
| 4    | 2018年12月19日 | 第10話—第12話 | VPXY-71638 |

### 播放電視台
日本地區於2018年7月13日25時55分（UTC+9）於每日放送的「Animeism B1」時段首播，之後亦在TBS電視台、BS-TBS、AT-X等電視台播出。

## 外部連結
- GUNGUN JOKER「Happy Sugar Life」特設網站（页面存档备份，存于）（日語）
- 電視動畫「Happy Sugar Life」官方網站（页面存档备份，存于）（日語）
- 電視動畫「Happy Sugar Life」官方的X（前Twitter）（日語）